# Rylen-Farbstoffe

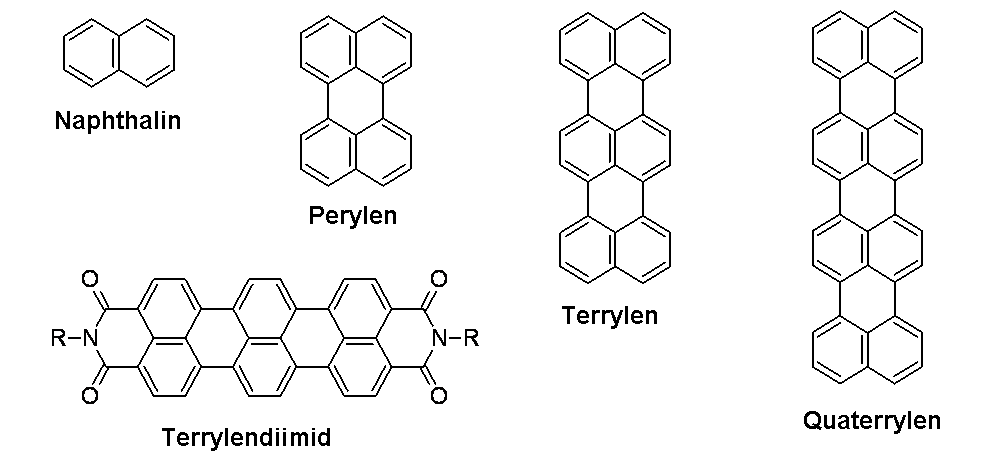
Die ersten homologen Rylenfarbstoffe und ein Diimid-Derivat (R bezeichnet eine Restgruppe)

Als Rylen-Farbstoffe bezeichnet man die homologe Reihe von in peri-Position kondensierten Naphthalin-Molekülen. Zwei kondensierte Naphthaline ergeben Perylen, drei Terrylen, vier Quaterrylen.
Wegen ihrer hohen Photostabilität und der hohen Fluoreszenzquantenausbeute sind diese Farbstoffe besonders interessant für einzelmolekülspektroskopische Untersuchungen. Neben mit Terrylen dotiertem p-Terphenyl werden hierbei besonders mit Monoimid- und Diimid-Derivaten der Rylenfarbstoffe dotierte Polymerfilme verwendet.